# Michel Auréglia
Émile Antoine Michel Auréglia (ur. 16 maja 1912 w Monako, zm. 18 października 1978 tamże) – monakijski żeglarz, olimpijczyk.
Uczestnik Letnich Igrzysk Olimpijskich 1952. Wraz z Victorem de Sigaldim wystartował w klasie Star na łodzi Hirondelle. Z dorobkiem 560 punktów zajęli ostatnią 21. pozycję.